# XVIII з'їзд ВКП(б)

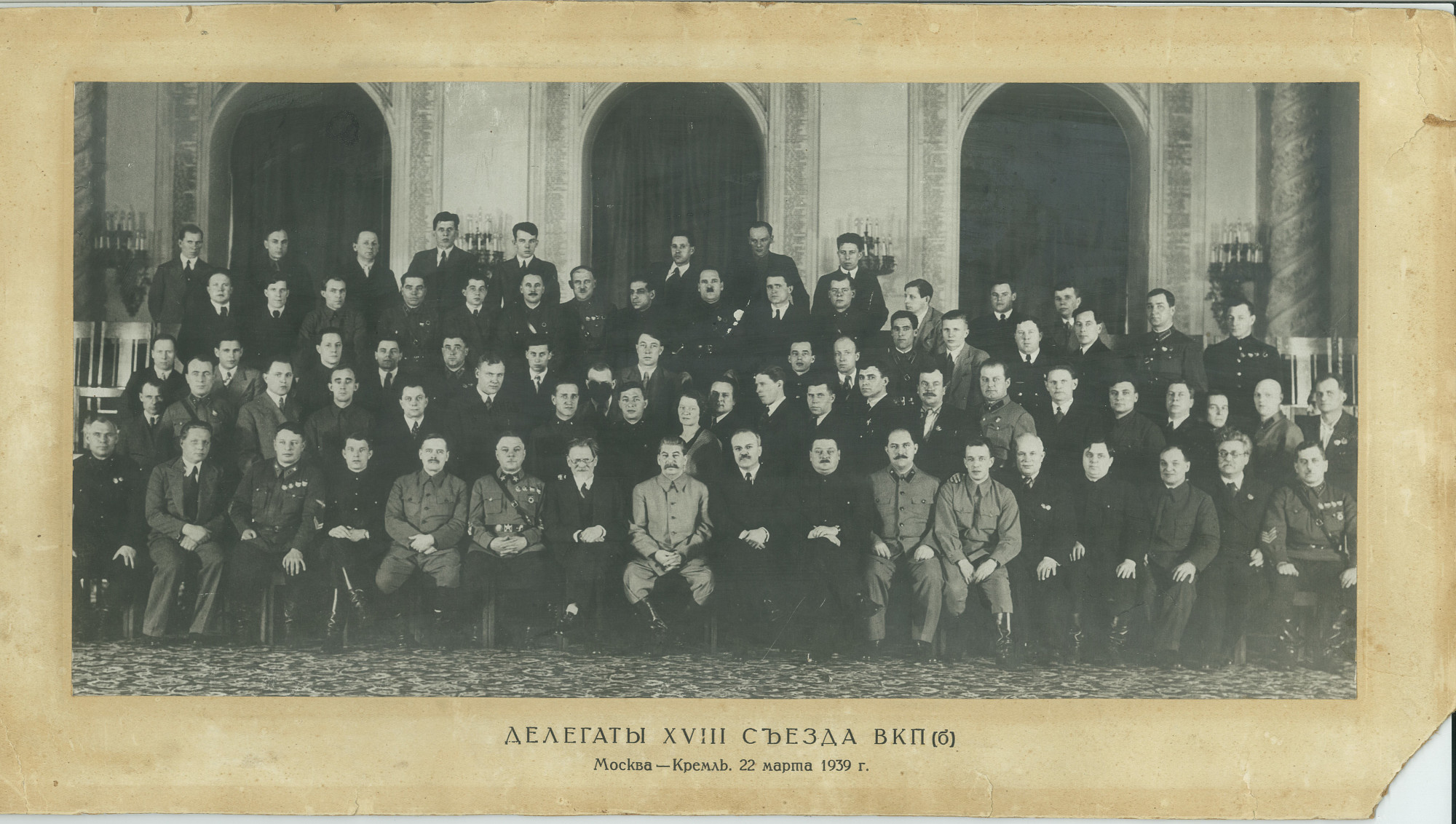

XVIII з'їзд Всесоюзної комуністичної партії (більшовиків) — проходив у Москві з 10 березня по 21 березня 1939.
На з'їзді було присутньо 2035 делегатів, з них: 1569 з вирішальним голосом, 466 з дорадчим голосом.

## Порядок денний
- 1. Звітна доповідь ЦК ВКП (б) (Й. В. Сталін)
- 2. Звітна доповідь Центральної ревізійної комісії (М. Ф. Владимирський)
- 3. Звітна доповідь делегації ВКП (б) у Виконавчому комітеті комуністичного інтернаціоналу (Д. З. Мануїльський)
- 4. Третій п'ятирічний план розвитку народного господарства СРСР (В. М. Молотов)
- 5. Зміни в Статуті ВКП (б) (А. А. Жданов)
- 6. Вибори комісії із зміни Програми ВКП(б)
- 7. Вибори центральних органів партії

## Підсумок
На з'їзді було вибрано:
- Центральний Комітет: 71 член, 68 кандидатів в члени ЦК

### Члени Центрального комітету
- Андрєєв Андрій Андрійович
- Андріанов Василь Михайлович
- Анцелович Наум Маркович
- Багіров Мір Джафар Аббас огли
- Бадаєв Олексій Єгорович
- Бенедиктов Іван Олександрович
- Берія Лаврентій Павлович
- Борков Геннадій Андрійович
- Будьонний Семен Михайлович
- Булганін Микола Олександрович
- Бурмистенко Михайло Олексійович
- Ванников Борис Львович
- Вахрушев Василь Васильович
- Вишинський Андрій Януарійович
- Вознесенський Микола Олексійович
- Ворошилов Климент Єфремович
- Двінський Борис Олександрович
- Донський Володимир Олександрович
- Єфремов Олександр Іларіонович
- Жданов Андрій Олександрович
- Задіонченко Семен Борисович
- Захаров Семен Єгорович
- Зверєв Арсеній Григорович
- Землячка Розалія Самійлівна
- Каганович Лазар Мойсейович
- Каганович Михайло Мойсейович
- Калінін Михайло Іванович
- Корнієць Леонід Романович
- Коротченко Дем'ян Сергійович
- Косигін Олексій Миколайович
- Кузнєцов Микола Герасимович
- Кузнецов Олексій Олександрович
- Кулик Григорій Іванович
- Литвинов Максим Максимович
- Лихачов Іван Олексійович
- Лозовський Соломон Абрамович
- Любавін Петро Митрофанович
- Маленков Георгій Максиміліанович
- Малишев В'ячеслав Олександрович
- Мануїльський Дмитро Захарович
- Меркулов Всеволод Миколайович
- Меркулов Федір Олександрович
- Мехліс Лев Захарович
- Михайлов Микола Олександрович
- Мікоян Анастас Іванович
- Мітін Марк Борисович
- Молотов В'ячеслав Михайлович
- Нікітін Володимир Дмитрович
- Ніколаєва Клавдія Іванівна
- Пегов Микола Михайлович
- Первухін Михайло Георгійович
- Пономаренко Пантелеймон Кіндратович
- Поскрьобишев Олександр Миколайович
- Поспєлов Петро Миколайович
- Потьомкін Володимир Петрович
- Рогов Іван Васильович
- Сєдін Іван Корнійович
- Скворцов Микола Олександрович
- Сталін Йосип Віссаріонович
- Тевосян Іван Федорович
- Тимошенко Семен Костянтинович
- Фадєєв Олександр Олександрович
- Хрущов Микита Сергійович
- Шахурін Олексій Іванович
- Шверник Микола Михайлович
- Шкірятов Матвій Федорович
- Штерн Григорій Михайлович
- Щаденко Юхим Опанасович
- Щербаков Олександр Сергійович
- Юсупов Усман
- Ярославський Омелян Михайлович

### Кандидати у члени Центрального комітету
- Алемасов Олександр Михайлович
- Антонов Дмитро Іванович
- Арутінов Григорій Артемійович
- Багаєв Сергій Йосипович
- Бакрадзе Валеріан Мінайович
- Бірюков Микола Іванович
- Бойцов Іван Павлович
- Вейнберг Гаврило Давидович
- Власов Іван Олексійович
- Гвішиані Михайло Максимович
- Гоглідзе Сергій Арсентійович
- Горкін Олександр Федорович
- Громов Григорій Петрович
- Гусаров Микола Іванович
- Деканозов Володимир Георгійович
- Денисов Михайло Федорович
- Доронін Павло Іванович
- Дубровський Олександр Панасович
- Жаворонков Василь Гаврилович
- Жемчужина Поліна Семенівна
- Журавльов Віктор Павлович
- Зотов Василь Петрович
- Ігнатов Микола Григорович
- Ігнатьєв Сергій Парфенович
- Іскандеров Авак Богданович
- Карташов Костянтин Кирилович
- Кафтанов Сергій Васильович
- Качалін Кирило Іванович
- Кобулов Богдан Захарович
- Ковальов Михайло Прокопович
- Колибанов Анатолій Георгійович
- Комаров Павло Тимофійович
- Конєв Іван Степанович
- Круглов Сергій Никифорович
- Кулаков Павло Христофорович
- Локтіонов Олександр Дмитрович
- Макаров Іван Гаврилович
- Масленников Іван Іванович
- Мерецков Кирило Панасович
- Нєвєжин Микола Іванович
- Нікішов Іван Федорович
- Павлов Дмитро Григорович
- Пальцев Георгій Миколайович
- Патолічев Микола Семенович
- Попков Петро Сергійович
- Попов Георгій Михайлович
- Пронін Василь Прохорович
- Растьогін Григорій Сергійович
- Савченко Георгій Кузьмич
- Самохвалов Олександр Іванович
- Селезньов Петро Януарійович
- Сергєєв Іван Павлович
- Сердюк Зіновій Тимофійович
- Смушкевич Яків Володимирович
- Соснін Леонід Антонович
- Старостін Максим Іванович
- Старченко Василь Федорович
- Сторожев Яків Васильович
- Фекленко Микола Володимирович
- Фролков Олексій Андрійович
- Хохлов Іван Сергійович
- Чарквіані Кандід Нестерович
- Чорноусов Борис Миколайович
- Чуянов Олексій Семенович
- Шагімарданов Фазил Валіахметович
- Шапошников Борис Михайлович
- Штиков Терентій Хомич
- Ярцев Віктор Володимирович

- Центральна ревізійна комісія: 50 членів

### Члени Центральної ревізійної комісії
- Абдурахманов Абдуджабар Абдуджабарович
- Андрієнко Панас Панасович
- Аношин Іван Семенович
- Бойцов Василь Іванович
- Булатов Володимир Семенович
- Вагов Олексій Власович
- Владимирський Михайло Федорович
- Волков Олексій Олексійович
- Грекова Надія Григорівна
- Денисенко Василь Михайлович
- Дукельський Семен Семенович
- Ігнатьєв Семен Денисович
- Ізотов Микита Олексійович
- Кабанов Олександр Федорович
- Канунніков Михайло Якович
- Квасов Михайло Єгорович
- Кисельов Василь Панасович
- Кісельов Кузьма Венедиктович
- Кривонос Петро Федорович
- Кудрявцев Олександр Васильович
- Кузнецов Іван Олексійович
- Кузнецов Федір Федотович
- Кулатов Турабай Кулатович
- Кулієв Теймур Імам Кулі огли
- Курбанов Мамадалі Курбанович
- Лаврентьєв Петро Васильович
- Лінкун Микола Йосипович
- Лобанов Павло Павлович
- Лукін Сергій Георгійович
- Любимов Олександр Васильович
- Мельников Олексій Миколайович
- Мішакова Ольга Петрівна
- Міщенко Гаврило Корнійович
- Москатов Петро Георгійович
- Муругов Іван Васильович
- Огородников Георгій Петрович
- Пірузян Арам Сергійович
- Протопопов Дмитро Захарович
- Саджая Олексій Миколайович
- Сілкін Григорій Петрович
- Скринніков Семен Омелянович
- Смирнов Павло Васильович
- Степаненко Іон Лукич
- Суслов Михайло Андрійович
- Тарасов Степан Никонович
- Ундасинов Нуртас Дандібайович
- Худайбергенов Аїтбай
- Цанава Лаврентій Хомич
- Чубін Яків Абрамович
- Шаталін Микола Миколайович

Деякі зміни у складі Центрального Комітету ВКП(б) і Центральної ревізійної комісії ВКП(б) були внесені на XVIII конференції ВКП(б) у лютому 1941 року.